# ۱۱۰۵ (قمری)
۱۱۰۵ (قمری)، هزار و صد و پنجمین سال در گاهشماری هجری قمری است. اول محرم این سال برابر با دوم سپتامبر سال ۱۶۹۳ میلادی است.

## وابسته
- شاه سلطان حسین
- احمد نیریزی